# Condado de Catoosa
El condado de Catoosa (en inglés: Catoosa County) es un condado en el estado estadounidense de Georgia. En el censo de 2000 el condado tenía una población de 53 282 habitantes. La sede de condado es Ringgold. El condado es parte del área metropolitana de Chattanooga.

## Geografía

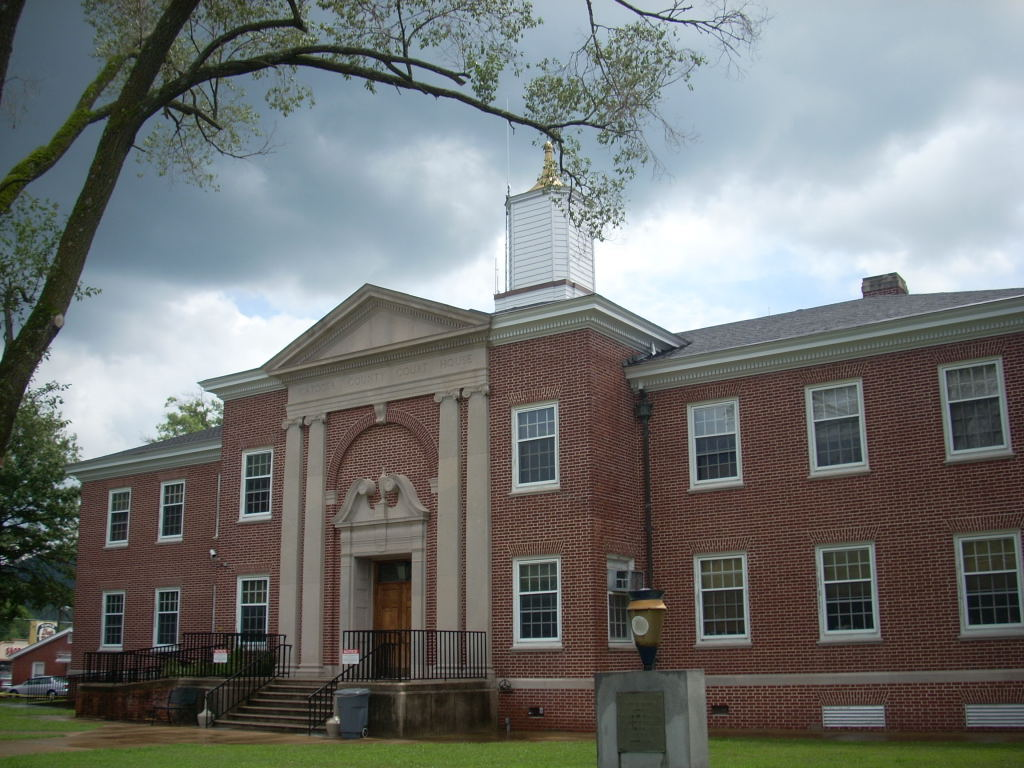
Juzgado del condado de Catoosa en Ringgold.

Según la Oficina del Censo, el condado tiene un área total de 421 km² (163 sq mi), de la cual 421 km² (162,4 sq mi) es tierra y 1 km² (0,6 sq mi) (0,27%) es agua.

### Condados adyacentes
- Condado de Hamilton, Tennessee (norte)
- Condado de Whitfield (este)
- Condado de Walker (oeste)

### Áreas protegidas nacionales
- Chattahoochee-Oconee National Forest
- Chickamauga and Chattanooga National Military Park

## Autopistas importantes
- Interestatal 75
- U.S. Route 27
- U.S. Route 41
- Ruta Estatal de Georgia 2
- Ruta Estatal de Georgia 3

## Demografía
En el  censo de 2000, hubo 53 282 personas, 20 425 hogares y 15 400 familias residiendo en el condado. La densidad poblacional era de 328 personas por milla cuadrada (127/km²). En el 2000 había 21 794 unidades unifamiliares en una densidad de 134 por milla cuadrada (52/km²). La demografía del condado era de 96,39% blancos, 1,26% afroamericanos, 0,31% amerindios, 0,71% asiáticos, 0,02% isleños del Pacífico, 0,39% de otras razas y 0,93% de dos o más razas. 1,17% de la población era de origen hispano o latino de cualquier raza. 
La renta promedio para un hogar del condado era de $39 998 y el ingreso promedio para una familia era de $45 710. En 2000 los hombres tenían un ingreso medio de $31 746 versus $23 790 para las mujeres. La renta per cápita para el condado era de $18 009 y el 9,40% de la población estaba bajo el umbral de pobreza nacional.

## Ciudades y pueblos
- Fort Oglethorpe
- Indian Springs
- Lakeview
- Ringgold
- Tunnel Hill